# リエージュの戦い

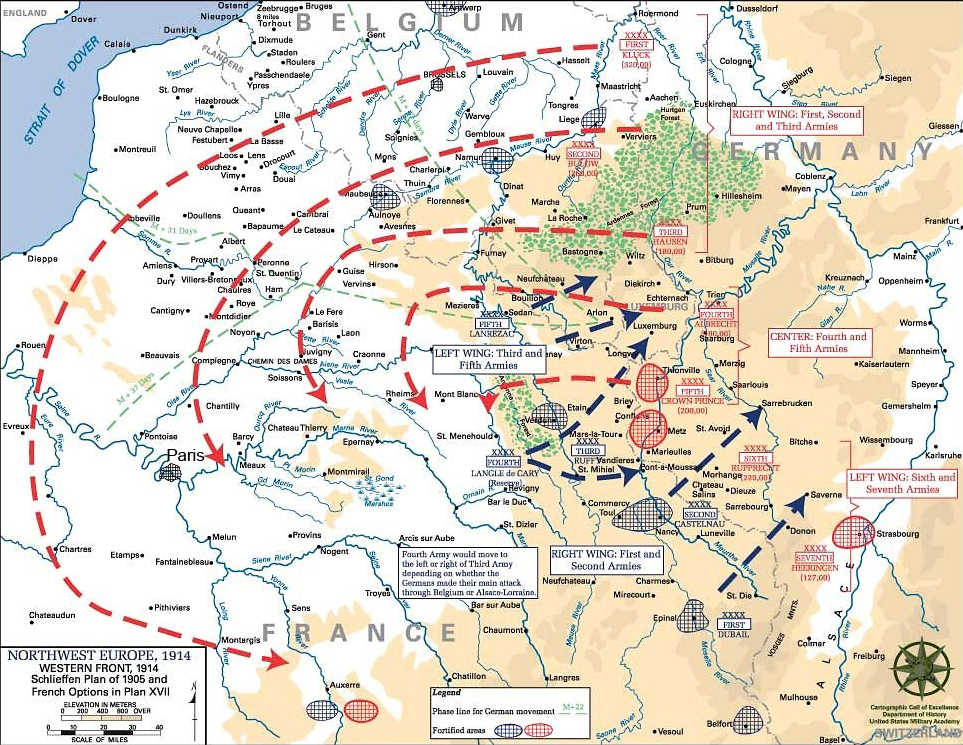
シュリーフェンプラン

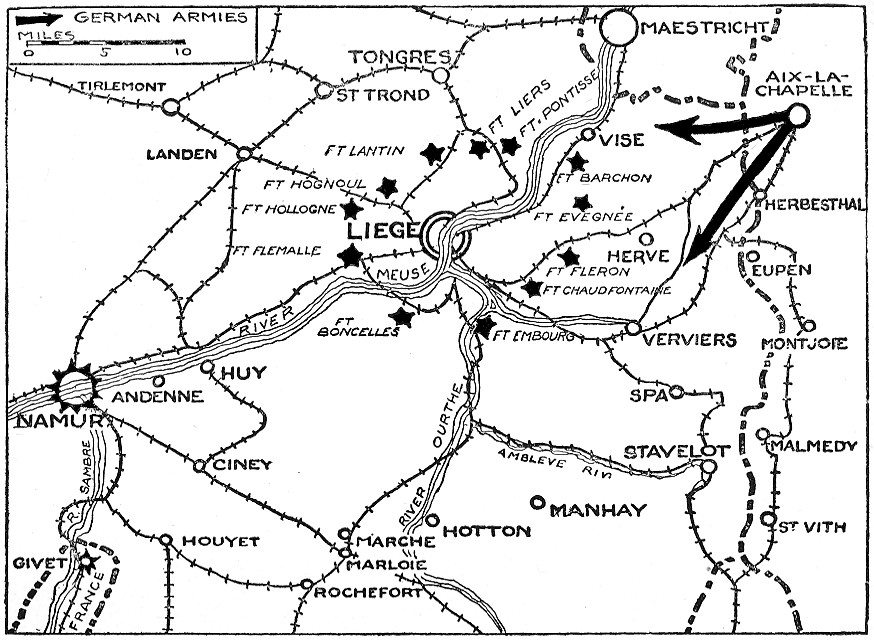
リエージュ要塞の位置とドイツ第1、第2軍の進路

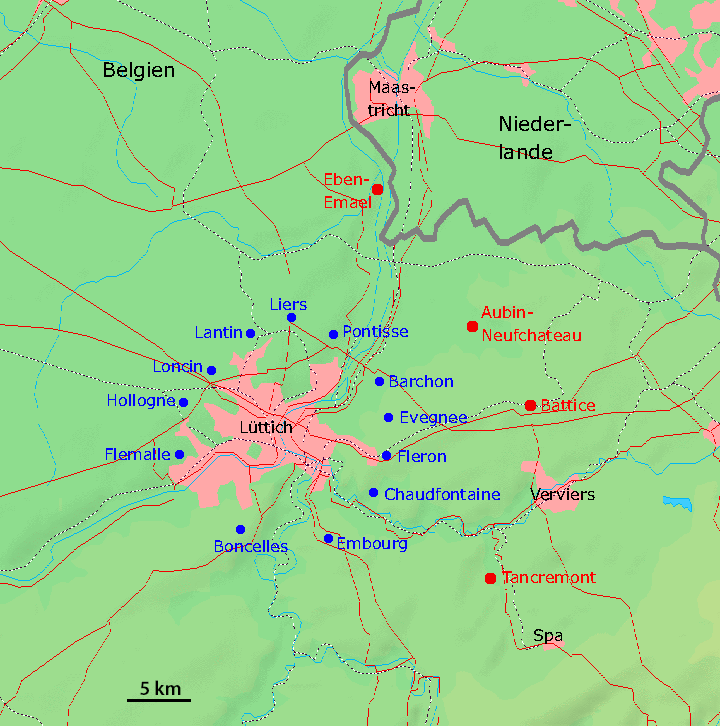
リエージュ要塞の12個の堡塁。北端から時計回りにリエール、ポンティス、バルション、エヴェネー、フルロン、ショーフォンテーヌ、アンブール、ボンセル、フレマル、オローニュ、ロンサン、ランタン

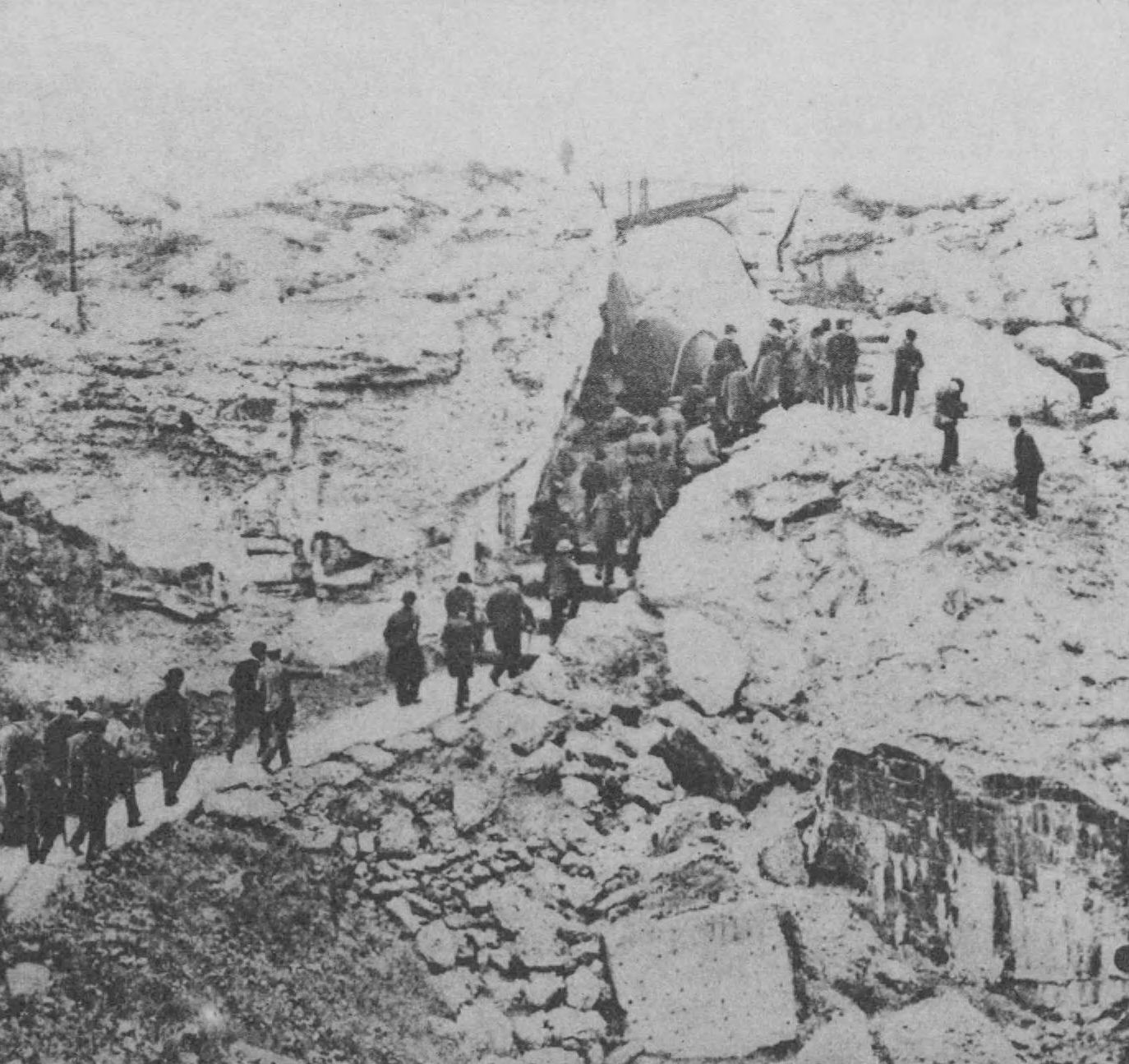
戦場跡地を視察する皇太子裕仁親王。1921年

リエージュの戦い（リエージュのたたかい、Battle of Liège, 1914年8月5日 - 8月16日）は、第一次世界大戦の西部戦線の緒戦における重要な戦いの1つ。
シュリーフェン・プランに基づいてベルギーを侵略したドイツ帝国軍が、ベルギー東部の重要都市リエージュの要塞を攻略した。小国ベルギーの陸軍は勇敢に抵抗したが、ドイツ軍の予定表を2日遅らせたのみにとどまった。またリエージュの戦いはエーリヒ・ルーデンドルフが最初に名声を得た戦いでもあった。

## 背景

### シュリーフェンプラン
第一次世界大戦開戦時のドイツ軍の作戦はシュリーフェン・プランに基づいて進められた。シュリーフェン・プランは、ドイツ軍右翼の第1軍（クルック）、第2軍（ビューロー）、第3軍（ハウゼン）の34個師団がベルギーの中立を侵犯して領内を横断し、左翼と呼応してフランス軍を包囲する計画だった。しかしこの計画には2つの難関があった。第1はベルギー侵略によりイギリスの参戦が不可避となること、第2はリエージュ要塞がドイツ軍の進路上に立ち塞がっていたことである。
リエージュはベルギー東部、ミューズ川とウース川の合流地点に位置する都市である。当時の人口は16万4,000。ドイツ国境からは約30キロの距離にあった。リエージュはドイツ領からブリュッセルを経由してパリへ向かう鉄道線路上にあり、また北側は中立のオランダ領のマーストリヒト突出部、南側はアルデンヌの森林地帯に挟まれ、ドイツ軍の進路となりうる唯一の選択肢だった。さらに、ベルギーはリエージュに堅固な要塞を構築していた。

### リエージュ要塞
リエージュ要塞は1880年代にフランスの工兵将校アンリ・ブリアルモンによって当時最新の設計思想に基づいて強化されていた。基本設計は、12個の堡塁を中心都市から半径6.5ないし8キロメートルの位置に、平均2キロメートルの間隔をおいて環状に配置するものだった。堡塁は相互に火力による防御支援が可能であり、1個の堡塁が陥落したとしても、隣接する2個の堡塁が間隙を塞ぐことができた。
12個の堡塁は1個おきに6個が大堡塁、6個が小堡塁となっていた。大堡塁は五角形のコンクリート構造物で、6インチ砲2門、4.7インチ砲4門、8インチ臼砲2門、機関銃4丁を装備していた。小堡塁は三角形の形状をしており、6インチ砲2門、4.7インチ砲2門、8インチ臼砲1門、機関銃3丁を有していた。火砲は射撃時以外は掩蓋によって保護されていた。堡塁内部の砲塔、弾薬庫、射撃管制室、兵舎は地下のトンネルによって相互に接続され、堡塁周囲は乾壕と有刺鉄線が取り囲んでいた。要塞全体では火砲は400門に達し、守備兵力はジェラール・ルマン中将の指揮するベルギー第3師団ほか30,000名だった。
だが1914年の時点では要塞は旧式化していた。ベルギー軍は火砲の更新をクルップ社へ発注していたところであり、ドイツ軍はそれらの状態について知悉していた。また、ベルギー軍の開戦準備は後手に回り、堡塁間の樹木の伐採や障害物の設置に着手したのは8月2日になってからだった。さらに、占領後のドイツ軍の調査によれば要塞構造物に用いられていたコンクリートは品質不良だった。
ドイツ軍はリエージュ要塞攻略のため、第2軍から歩兵6個旅団、騎兵3個師団を抽出してオットー・フォン・エンミッヒ大将を指揮官とする臨時の「ミューズ軍」を編成した。臨時軍の参謀には第2軍参謀副長のエーリヒ・ルーデンドルフ少将が参加していた。そしてドイツ軍が準備していた決め手はクルップ社製420ミリ榴弾砲（ディッケ・ベルタ）と、オーストリアのシュコダ社製305ミリ臼砲であった。8月4日、ドイツ軍の先頭部隊は国境を越えベルギー領内へ侵入を開始した。

## 経過

### ルーデンドルフの市内一番乗り
8月5日、ドイツ軍の歩兵はリエージュ前面に到達し、要塞東側の4個の堡塁を攻撃した。だが歩兵に随伴していた小口径砲による砲撃は何の効果もなく、ドイツ兵は堡塁からの機関銃の射撃にさらされ次々となぎ倒された。後にヴェルダンやソンムで繰り返された生命の浪費はこのとき始まったのである。この攻撃でドイツ軍第14旅団のフォン・ヴッソー旅団長が戦死し、ルーデンドルフが同旅団の指揮を引き継いだ。
6日未明、ルーデンドルフは第14旅団を率いて果敢に前進し、エヴェネー堡塁とフルロン堡塁との間を通り抜けることに成功した。さらにドイツ軍はツェッペリン飛行船を使ってリエージュへの初空襲を行い、また騎兵がミューズ川を渡ってリエージュを包囲する構えを見せた。ルマンはリエージュの包囲に危機感を抱き、市内にあった第3師団に西方への撤退を命じた。リエージュのためにベルギー軍の貴重な6個師団のうち1個を犠牲にすることはできなかったのである。
このときルーデンドルフは卑劣な策略を実行した。イギリス兵に見せかけた将校6名と兵士30名をベルギー軍の司令部へ潜入させ、ルマンを暗殺しようと謀ったのである。副官のマルシャン大尉は異状に気づき「英国兵じゃない、ドイツ兵だ」と叫んだ。刺客たちは即座にマルシャンを殺害したが、次の瞬間、他の幕僚たちの反撃に遭い全員が射殺された。ルマンは西側のロンサン堡塁へと脱出した。
7日、リエージュ市内の抵抗は終了したと思い込んだルーデンドルフは副官1名のみを連れ乗用車で市内へ向かった。このときドイツ軍の前衛部隊はまだ到着しておらず、ルーデンドルフは単身で市内へ一番乗りした形となった。ベルギー第3師団はすでに撤退しており、残留していた市長はルーデンドルフに対して降伏を申し入れた。

### ディッケ・ベルタ
リエージュ市は降伏したが周囲の堡塁は全て健在だった。ドイツ軍は堡塁に対して攻撃を繰り返したが、10日までにバルション堡塁を攻略し、フルロン堡塁に対して打撃を与えたのみだった。決め手のディッケ・ベルタとシュコダ30.5cm臼砲の到着はベルギー軍が鉄道トンネルを破壊したために遅れていた。
2門の攻城砲は12日にようやく前線へ到着した。18時30分、ディッケ・ベルタは重さ810キロの砲弾をポンティス堡塁へ打ち込んだ。要塞建設時に想定していた攻城砲のサイズは最大21センチであり、ディッケ・ベルタの砲弾はコンクリートの防壁を貫通してキノコ雲を巻き上げた。ポンティス堡塁は翌日までに45発の砲弾が命中して壊滅し、14日までに東側と北側の全ての堡塁が攻城砲によって陥落した。
ドイツ第1軍はリエージュの北側を通りブリュッセルへ向けて前進を開始した。シュリーフェンプランの日程より2日遅れだった。巨砲はリエージュ市内を横断して残りの堡塁へと向かい、市民の度肝を抜いた。残りの堡塁も次々と破壊された。最後に残ったロンサン堡塁にはルマンが立て篭もっていたが、16日にロンサン堡塁の弾薬庫に砲弾が命中し、堡塁は内側から破壊された。ルマンは人事不省となってドイツ軍の捕虜となった。

## 影響
リエージュ要塞の10日間の勇戦はドイツ軍の予定表を2日間狂わせた。連合軍にとっては貴重な時間を稼いだとも言えるが、ドイツ軍の総動員も遅れておりどのみち影響はなかったとの見方もある。ディッケ・ベルタがなければ要塞はもう少し長く持ちこたえていたかもしれない。とはいえ連合軍の士気は高まった。フランス大統領はリエージュ要塞の抗戦を称えてレジオンドヌール勲章を贈った。
要塞攻略を指揮したフォン・エンミッヒとルーデンドルフはドイツ軍人にとって最高の栄誉であるプール・ル・メリット勲章を受けた。ルーデンドルフはさらにこの功績をきっかけに、東プロイセンの危急に際してパウル・フォン・ヒンデンブルクの参謀長に抜擢され、タンネンベルクの殲滅戦を演出した。そして参謀本部へ転出し、第一次世界大戦後半にはヒンデンブルクと共にドイツ帝国における独裁的権力を振るうことになる。